# Hypocoela zapluta
Hypocoela zapluta là một loài bướm đêm trong họ Geometridae.